# كارين شارب
كارين شارب (بالإنجليزية: Karen Sharpe)‏ هي منتجة أفلام وممثلة أمريكية، ولدت في 20 سبتمبر 1934 بسان أنطونيو في الولايات المتحدة.

## أعمال

### أفلام
- (1954) السامي والقوي

## وصلات خارجية
- كارين شارب على موقع IMDb (الإنجليزية)
- كارين شارب على موقع ألو سيني (الفرنسية)
- كارين شارب على موقع أول موفي (الإنجليزية)
- كارين شارب على موقع قاعدة بيانات الأفلام السويدية (السويدية)
- كارين شارب على موقع إن إن دي بي (الإنجليزية)
- كارين شارب على موقع قاعدة بيانات الفيلم (الإنجليزية)
- كارين شارب على موقع كينوبويسك (الروسية)